# Cerkiew św. Dymitra Priłuckiego w Moskwie (Chamowniki)
Cerkiew św. Dymitra Priłuckiego – prawosławna cerkiew w Moskwie, w Chamownikach, w strukturach dekanatu centralnego eparchii moskiewskiej miejskiej Rosyjskiego Kościoła Prawosławnego.
Cerkiew (początkowo jedynie czasownia) została wzniesiona w końcu XIX w. W zamyśle twórców razem z cerkwią św. Michała Archanioła tworzyła jeden kompleks świątynny towarzyszący zabudowaniom uniwersyteckich klinik wydziału medycznego Uniwersytetu Moskiewskiego. Cerkiew św. Michała Archanioła była świątynią parafii przeznaczonej dla lekarzy, personelu medycznego i studentów, tam też odbywały się chrzty dzieci urodzonych w akademickim szpitalu. Z kolei kaplica św. Dymitra Priłuckiego była zwyczajowym miejscem nabożeństw żałobnych w intencji zmarłych w tejże placówce. Obie cerkwie znajdowały się na dwóch krańcach alei w miasteczku uniwersyteckim, która ze względu na ich funkcje była określana potocznie „aleją życia”.
W 1903 z inicjatywy i z fundacji kupca Dmitrija Storożewa (zmarłego przed ukończeniem prac budowlanych) kaplica św. Dymitra Priłuckiego została rozbudowana i stała się samodzielną cerkwią. Nadal odbywały się w niej głównie nabożeństwa żałobne: ubodzy krewni zmarłych w klinikach uniwersyteckich mogli zamówić w niej takie nabożeństwo w intencji bliskich bez wnoszenia dodatkowych opłat. Projekt rozbudowy świątyni w stylu neobizantyjskim, w tym dostawienia od wschodu pomieszczenia ołtarzowego, zrealizował architekt W. Kożewnikow. Gotową budowlę poświęcił biskup możajski Parteniusz.
Podobnie jak cerkiew św. Michała Archanioła, cerkiew św. Dymitra Priłuckiego w okresie radzieckim nie pełniła funkcji sakralnych. Obydwa budynki zostały ponownie udostępnione Rosyjskiemu Kościołowi Prawosławnemu na początku lat 90. XX wieku z inicjatywy rektora Akademii Medycznej im. Sieczenowa M. Palcewa i przywrócone do pierwotnego stanu. Na własność Cerkwi budowla przeszła w 2023 r.